# Simen Juklerød
Simen Juklerød (Bærum, 18 mei 1994) is een Noors voetballer die meestal als linksachter uitgespeeld wordt. In 2021 ruilde hij Royal Antwerp FC voor KRC Genk.

## Carrière

### Carrière in Noorwegen
Juklerød begon met voetballen bij amateurclub IL Jutul, waar hij op tienjarige leeftijd werd weggehaald door Bærum SK. Hij ging naar het juniorenteam en naar de Dønski Upper Secondary School in de eigen trainingsklasse van Bærum. In 2012 kreeg Juklerød voor het eerst een plek op de bank bij het eerste elftal. In 2014 mocht hij officieel debuteren en wist Juklerød snel een basisplaats af te dwingen bij de Noorse tweedeklasser. Eén seizoen later brak hij volledig door bij Bærum, in een seizoen waar hij ook nog eens 4 keer wist te scoren. Na het seizoen tekende hij bij Vålerenga IF waar Juklerød de kans kreeg om actief te zijn in de Eliteserien, het hoogste niveau in Noorwegen. Hij debuteerde in maart 2016 in de competitie. Na een eerste seizoen waarin hij onder coach Kjetil Rekdal een basisplaats regelmatig afwisselde met een plek op de invallersbank werd hij vanaf 2017 een onbetwiste basispion bij Vålerenga. 

### Antwerp
Op 17 juli 2018 tekende Juklerød voor het Belgische Royal Antwerp FC een contract voor twee seizoenen met een optie voor nog een derde seizoen. Hij debuteerde op 29 juli 2018, op de eerste speeldag van het seizoen 2018/19, in de basis in de competitiewedstrijd tegen Sporting Charleroi. Antwerp won deze wedstrijd ook met 0-1. Bij Antwerp wist Juklerød meteen een basisplaats te bemachtigen op de positie van linksachter en speelde hij dat seizoen vrijwel alle wedstrijden. In zijn tweede seizoen verloor hij deze basisplaats echter en moest hij zich vaak tevreden stellen met een plek op de invallersbank. Toch werd in januari 2020 de optie in zijn contract gelicht waardoor hij tot juni 2021 onder contract lag. Met de komst van de nieuwe coach Ivan Leko wist Juklerød opnieuw een belangrijke speler te worden. In de bekerfinale op 1 augustus 2020 gaf hij de assist aan Lior Refaelov voor het enige en winnende doelpunt. Op 13 september 2020 had Juklerød met twee doelpunten een belangrijk aandeel in de 2-3 overwinning tegen Sint-Truidense VV.

### KRC Genk
Op 1 februari 2021 werd bekend dat Juklerød, wiens contract op het einde van het seizoen afliep, vanaf 1 juli 2021 voor KRC Genk zou uitkomen. Juklerød werd hierop onherroepelijk naar de Antwerpse B-kern verwezen.

### Terugkeer naar Vålerenga
Juklerød nam op 31 augustus 2022 na een jaar afscheid van Genk en keerde terug naar Vålerenga. 

## Statistieken
| Seizoen | Club         | Land               | Competitie         | Competitie | Competitie | Beker | Beker | Internationaal | Internationaal | Totaal | Totaal |
| Seizoen | Club         | Land               | Competitie         | Wed.       | Dlp.       | Wed.  | Dlp.  | Wed.           | Dlp.           | Wed.   | Dlp.   |
| ------- | ------------ | ------------------ | ------------------ | ---------- | ---------- | ----- | ----- | -------------- | -------------- | ------ | ------ |
| 2014    | Bærum SK     | Vlag van Noorwegen | OBOS-ligaen        | 25         | 0          | 1     | 0     | —              | —              | 26     | 0      |
| 2015    | Bærum SK     | Vlag van Noorwegen | OBOS-ligaen        | 26         | 4          | 2     | 0     | —              | —              | 28     | 4      |
| 2016    | Vålerenga IF | Vlag van Noorwegen | Eliteserien        | 19         | 3          | 4     | 1     | —              | —              | 23     | 4      |
| 2017    | Vålerenga IF | Vlag van Noorwegen | Eliteserien        | 21         | 5          | 4     | 0     | —              | —              | 25     | 5      |
| 2018    | Vålerenga IF | Vlag van Noorwegen | Eliteserien        | 11         | 0          | 4     | 2     | —              | —              | 15     | 2      |
| 2018/19 | Antwerp FC   | Vlag van België    | Jupiler Pro League | 40         | 1          | 0     | 0     | —              | —              | 40     | 1      |
| 2019/20 | Antwerp FC   | Vlag van België    | Jupiler Pro League | 14         | 0          | 4     | 1     | 4              | 0              | 22     | 1      |
| 2020/21 | Antwerp FC   | Vlag van België    | Jupiler Pro League | 19         | 3          | 0     | 0     | 6              | 0              | 25     | 3      |
| 2021/22 | KRC Genk     | Vlag van België    | Jupiler Pro League | 11         | 0          | 0     | 0     | 1              | 0              | 12     | 0      |
| Totaal  | Totaal       | Totaal             | Totaal             | 181        | 16         | 19    | 4     | 11             | 0              | 214    | 20     |

## Erelijst
| Beker van België | 1× | 2019/20 |

1 Van Crombrugge ·
2 Pierre ·
3 Mujaid ·
6 Smets ·
7 Bonsu Baah ·
8 Heynen  ·
9 Oh ·
11 Oyen ·
14 Sor ·
15 Claes ·
17 Hrošovský ·
18 Kayembe ·
19 Medina ·
20 Karetsas ·
21 Bangoura ·
22 Manguelle ·
23 Steuckers ·
24 Sattlberger ·
27 Nkuba ·
32 Adedeji-Sternberg ·
34 Palacios ·
39 Penders ·
44 Kongolo ·
51 Brughmans ·
77 El Ouahdi ·
99 Tolu ·
Coach: Fink